# Sylvia Perossio
Silvia Perossio Esteves (Montevideo, 10 de enero de 1961) es una arquitecta y docente uruguaya, coautora del Memorial del Holocausto del Pueblo Judío situado en la ciudad de Montevideo, declarado monumento histórico nacional.

## Trayectoria profesional
En 1989 egresa como arquitecta de la Facultad de Arquitectura de la Universidad de la República. En 1999 obtiene un título de Maestría en Edificios Inteligentes y Arquitectura Bioclimática, en la Universidad Politécnica de Madrid. Además de ejercer la profesión de forma independiente en Uruguay, es docente con el cargo de Profesor Adjunto Grado 3 de la Facultad de Arquitectura en los Talleres de Sommer, Sprechman, Otero y Perdomo.

## Memorial al Holocausto del Pueblo Judío

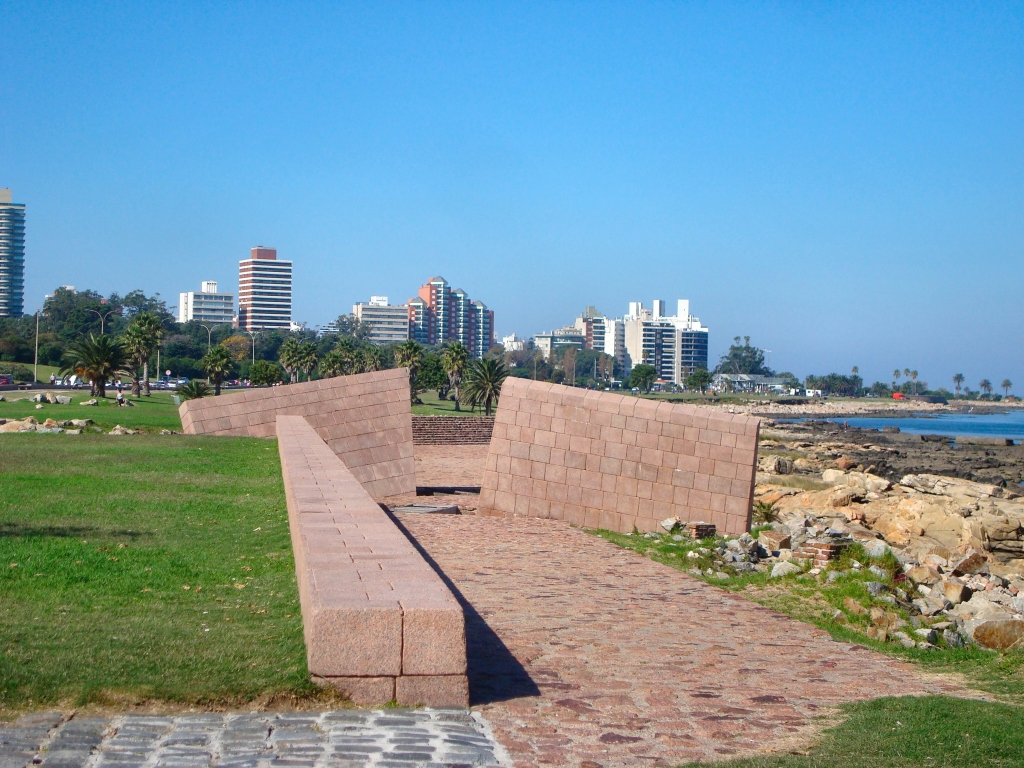
Memorial Judío en Montevideo

En 1994, junto a los arquitectos Gastón Boero y Fernando Fabiano obtiene el Premio del Concurso del Memorial al Holocausto del Pueblo Judío, ubicado en la rambla del Parque Rodó de Montevideo. Esta obra fue declarada Monumento Histórico Nacional y seleccionada en la Bienal Mundial de Arquitectura 1995 para representar a Uruguay. Además, fue expuesta en la Bienal de Chile y en el Museo de Arte Moderno de Nueva York, siendo seleccionada entre las mejores obras latinoamericanas, por la Fundación Mies Van der Rohe de Barcelona en 1998.